# Denominazioni alleate dei velivoli giapponesi

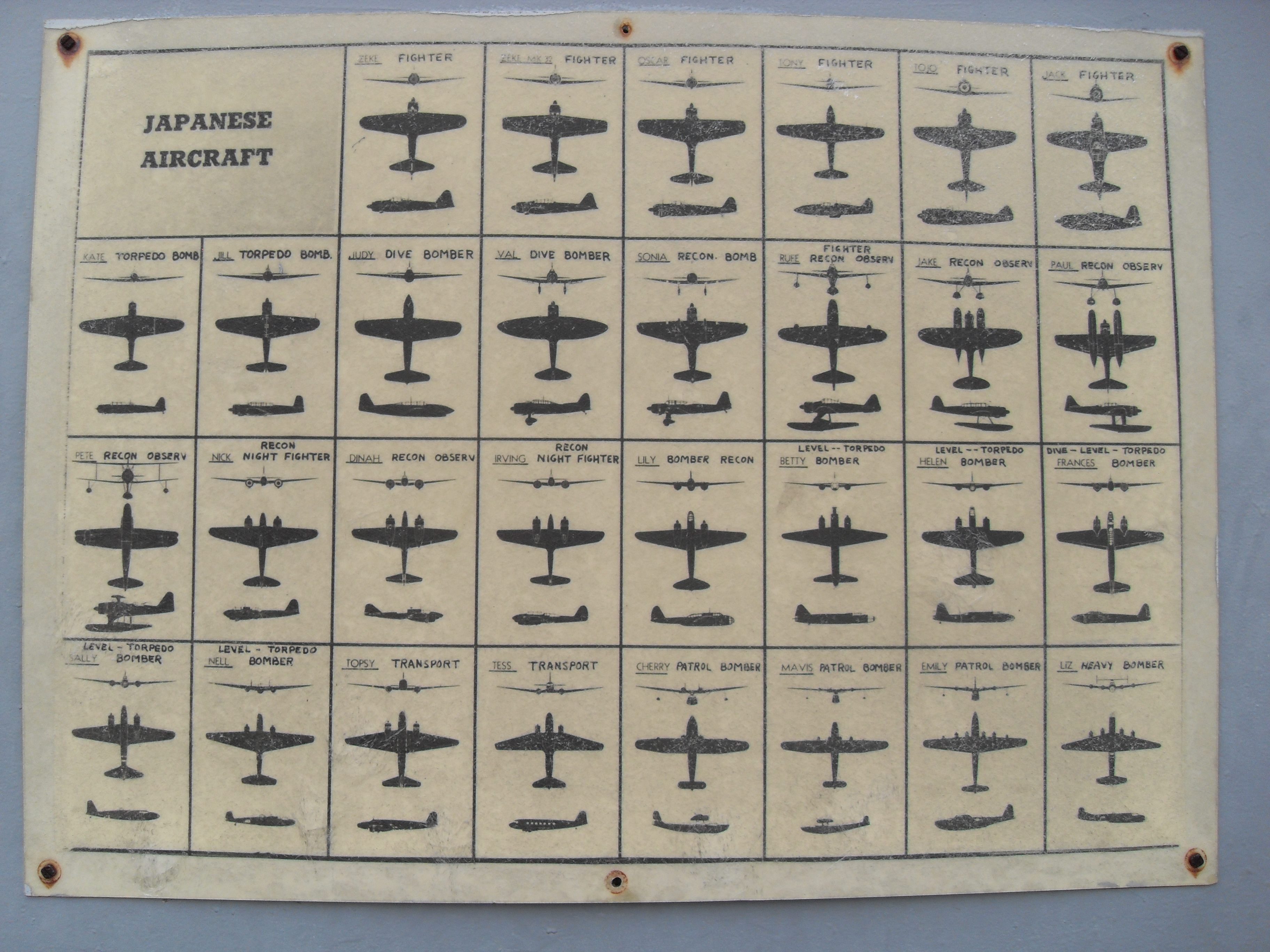
Pannello con i nomi in codice dei principali aerei giapponesi

Le denominazioni alleate dei velivoli giapponesi erano nomi in codice ideati e utilizzati dagli alleati durante la seconda guerra mondiale per identificare i velivoli nipponici. A causa dell'oggettiva difficoltà di pronuncia della lingua giapponese e della complessità delle designazioni originarie, gli alleati furono costretti a ideare una codifica speciale per tali velivoli, utilizzando nomi di uso comune e facili a ricordarsi in lingua inglese. Con tale metodo, non utilizzato invece per l'identificazione dei mezzi aerei tedeschi e italiani, si ovviò anche alla mancanza di informazioni sulla designazione originaria dei velivoli nipponici.
Con l'intento di sdrammatizzare la situazione, alcuni nomi vennero ideati con un certo spirito goliardico.

## Problemi di designazione e identificazione
Come per le altre nazioni più progredite in campo aeronautico, l'Impero giapponese aveva sviluppato già molto prima della seconda guerra mondiale un proprio sistema per codificare ed identificare i propri velivoli in uso da parte dei servizi aeronautici dell'Esercito e della Marina imperiali, ma, a differenza delle altre, nel sistema giapponese coesistevano più designazioni, basate sia sul progetto (Esercito) o tipo (Marina) progressivamente numerati, sia sull'anno di immissione in servizio secondo il calendario giapponese. Questo poteva ingenerare confusioni (secondo una rivista dell'epoca si contavano, per esempio, ben 14 velivoli aventi la denominazione Type 97, ovvero entrati in servizio nell'anno imperiale 2597, corrispondente all'anno 1937 d.C.).
A seguito dell'entrata in guerra dell'Impero giapponese al fianco dell'Asse, a questo si aggiunse, per gli anglo-americani, la scarsezza di informazioni riportate da parte dei servizi di intelligence riguardo l'aviazione nipponica, per cui risultava inizialmente praticamente impossibile identificare correttamente i velivoli giapponesi, cosa potenzialmente molto pericolosa per i piloti alleati. Ogni aereo da caccia monomotore ad ala bassa veniva spesso confuso con il temutissimo Mitsubishi A6M Zero, all'epoca il miglior caccia presente nel teatro di guerra del Pacifico.

## Istituzione dell'ATAIU ed elaborazione del sistema

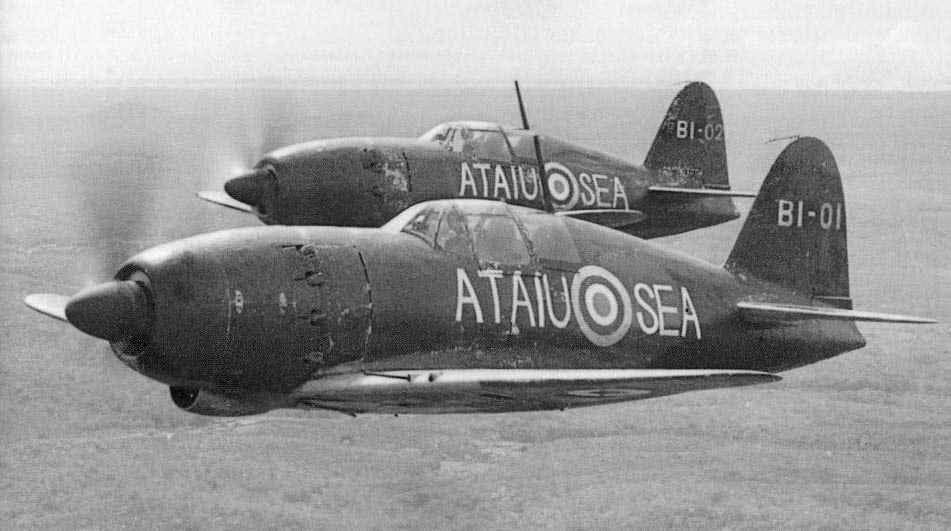
La sigla ATAIU South East Asia su due Mitsubishi J2M catturati

Allo scopo di raccogliere quante più possibili informazioni sui velivoli nemici, fu costituito nel 1942 sull'aeroporto di Brisbane, in Australia, l'Allied Technical Air Intelligence Unit (ATAIU), con personale misto proveniente dalle forze armate sia statunitensi che dell'Impero britannico, con l'intento anche di studiare i relitti di velivoli caduti in mano alleata e possibilmente ricostruirli per riportarli in condizioni di volo, oltre alla compilazione di accurati profili dei velivoli stessi, da distribuire nei reparti per la loro corretta identificazione. Nel prosieguo del conflitto vennero istituite altre sezioni dell'ATAIU in varie aree del teatro di operazioni.
Questo però non risolveva il problema dei nomi, ma verso la metà del 1942, su suggerimento da parte del sergente montatore Francis M. Williams, il capitano Frank T. McCoy Jr. elaborò un semplice e ingegnoso sistema per identificare univocamente ogni velivolo nemico, fosse nota o meno la sua denominazione ufficiale, assegnando loro brevi nomi di persona, inizialmente utilizzando nomi maschili per i caccia e femminili per i bombardieri, ricognitori e idrovolanti a scafo, integrando in seguito il sistema con nomi inizianti con la lettera T per gli aerei da trasporto e nomi di alberi per gli addestratori. I primi nomi ad essere assegnati furono presi da persone nell'ambito della stessa base aerea, per cui il Nakajima Ki-49 venne chiamato "Helen" come la moglie del colonnello comandante, il Mitsubishi G3M similmente "Nell" come la moglie di un ufficiale australiano, "Claude" (Mitsubishi A5M) e "George" (Kawanishi N1K-J) dai nomi di due australiani del team, poi si passò ai soprannomi, come nel caso dell'Aichi D3A, chiamato "Val" come un sergente australiano, ancora il bombardiere Mitsubishi G4M, che presentava un'ampia sezione di fusoliera, venne chiamato "Betty" come una corpulenta infermiera conosciuta da Williams, al Kawasaki Ki-61 venne affibbiato il nome di "Tony" perché vagamente assomigliante al caccia italiano Macchi M.C.202 e nell'immaginario statunitense Antonio veniva considerato il nome più diffuso in Italia. McCoy, proveniente dalle campagne del Tennessee e dotato di senso dell'ironia, assegnò personalmente i nomi in codice di "Zeke" e "Rufe", che all'orecchio statunitense sembravano ridicoli nomignoli "Hillbilly" (campagnoli), rispettivamente al già citato Zero e alla sua variante idrocaccia Nakajima A6M2-N.
Si arrivò così ad elaborare un certo numero di denominazioni, che vennero sottoposte al quartier generale di Douglas MacArthur, dove il progetto venne subito accolto favorevolmente e ufficializzato come il MacArthur Southwest Pacific Code Name System. Il sistema venne rapidamente adottato nell'intero teatro del Pacifico, anche da parte dei britannici come risulta dalle pubblicazioni distribuite in Europa a partire dall'ottobre 1943, semplificandone il nome come Code Name System. Nel caso dello Zero, però, il nome originale era ormai diventato talmente iconico che la denominazione "Zeke" in realtà, nell'uso comune, venne utilizzata molto meno spesso.

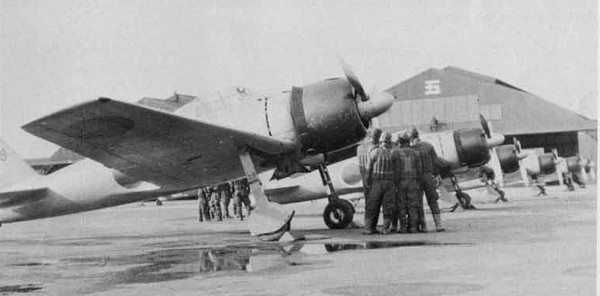
Mitsubishi A6M3 Modello 32 (Hamp)

Nel tempo le denominazioni assegnate superarono il centinaio, arrivando secondo alcune fonti a ben 122, non senza errori come doppie denominazioni per lo stesso velivolo o sue versioni diverse o assegnazioni a velivoli mai esistiti o comunque mai utilizzati in combattimento. Il caso più noto è quello dello Zero Modello 32, che, montando rispetto ai precedenti un diverso motore e ali tronche, poi abolite nel successivo Modello 22, inizialmente venne ritenuto un nuovo e diverso tipo di caccia, a cui venne dato il nome di "Hap", in onore del comandante in capo dell'USAAF, il generale Henry Arnold, che era così soprannominato. Questi, però, fece sapere di non gradire affatto l'attenzione, per cui la denominazione venne frettolosamente modificata in "Hamp". Solo in seguito, una volta accortisi dell'errore, la denominazione venne abbandonata.

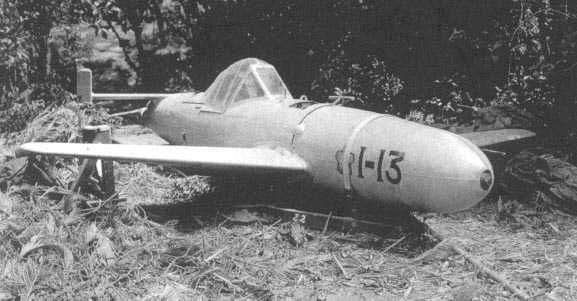
Yokosuka MXY7 (Baka)

In un caso venne dato ad un velivolo proprio un nome in lingua giapponese, la bomba volante suicida Yokosuka MXY7, a cui nel 1945 venne assegnato il nome in codice "Baka" (traducibile come "sciocco, stupido" nel senso di "pazzo, idiota"), che dà l'idea di cosa pensassero gli alleati degli attacchi suicidi giapponesi.
La larga diffusione delle denominazioni ha portato alla conseguenza che ancor oggi, nella letteratura dedicata, i velivoli giapponesi vengano indicati sia con propria denominazione originale che con quella loro data dagli alleati.
L'indubbia validità di questo sistema ha fatto sì che anni dopo, durante la Guerra fredda, venne elaborato un sistema simile dall'Organizzazione del Trattato dell'Atlantico del Nord (NATO) per designare gli aeromobili e gli armamenti sovietici di cui parimenti spesso era ignota la denominazione ufficiale.

## Lista di denominazioni secondo ilCode Name System

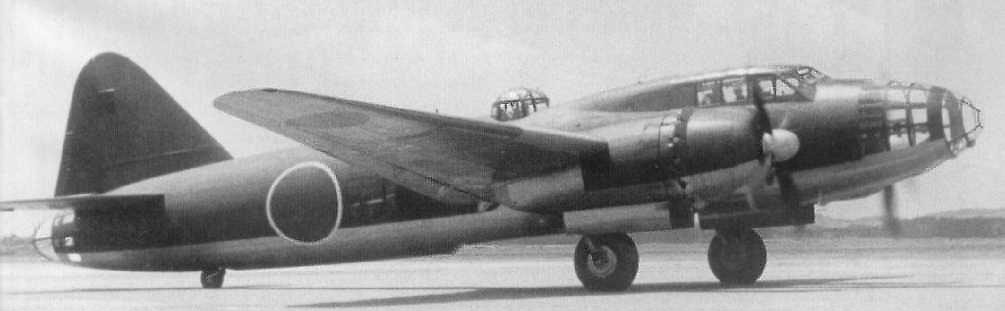
Mitsubishi G4M (Betty)

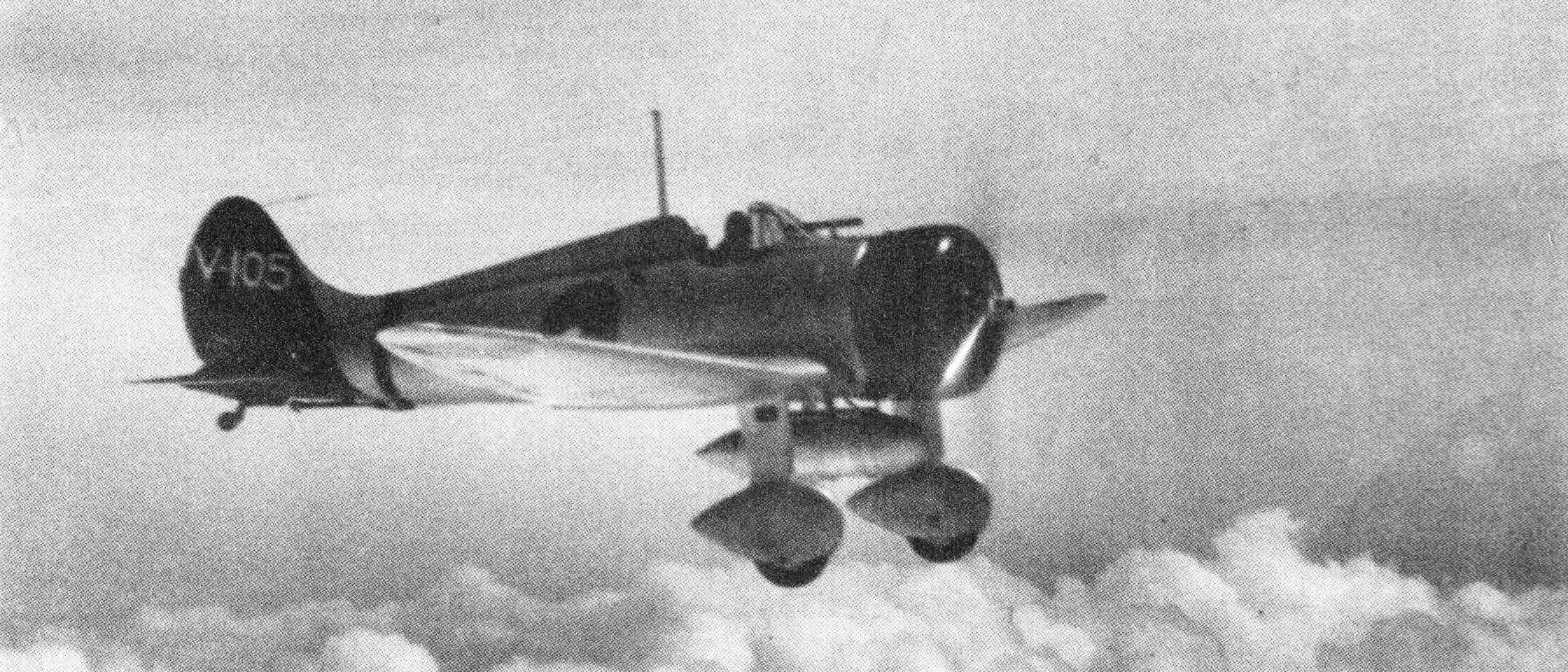
Mitsubishi A5M (Claude)

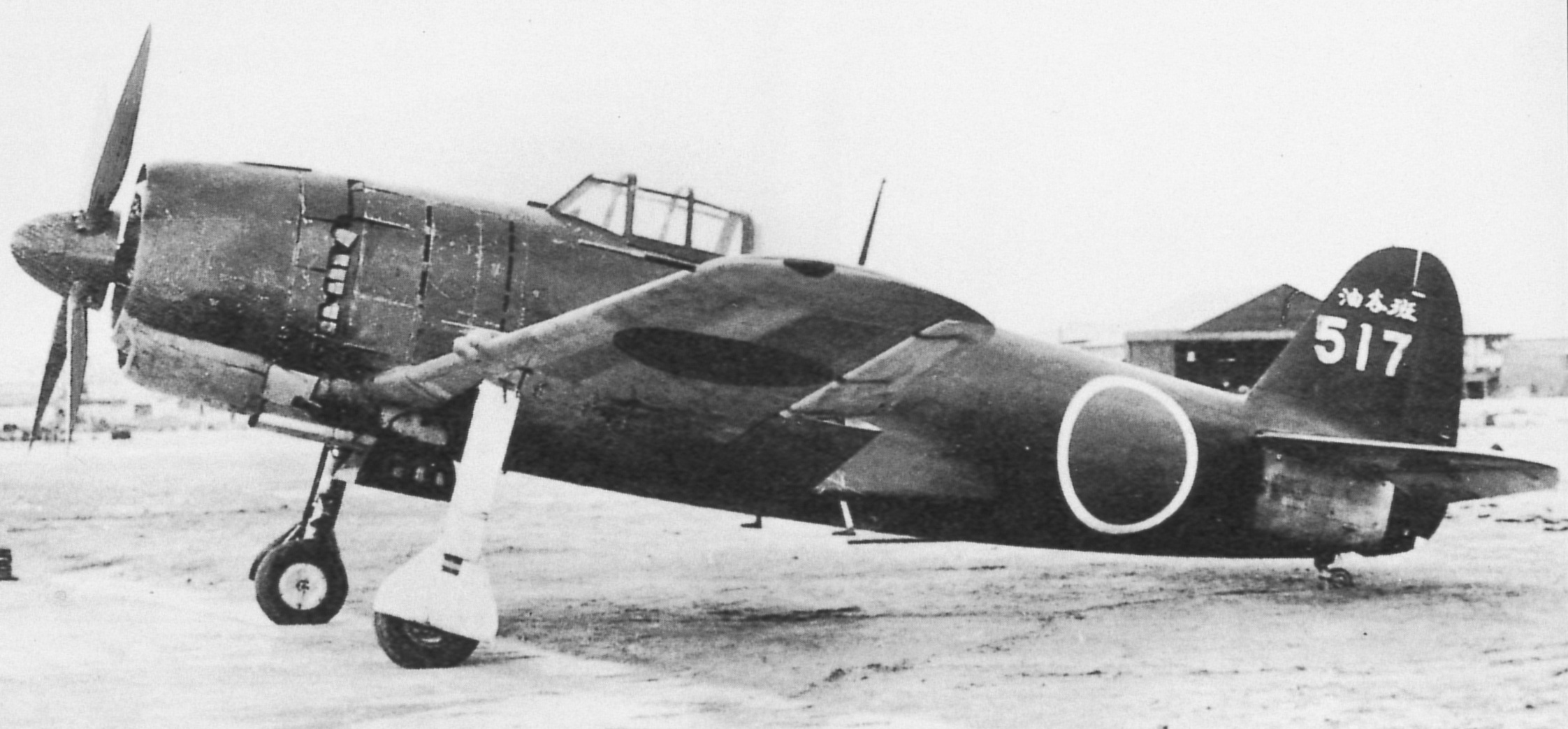
Kawanishi N1K-J (George)

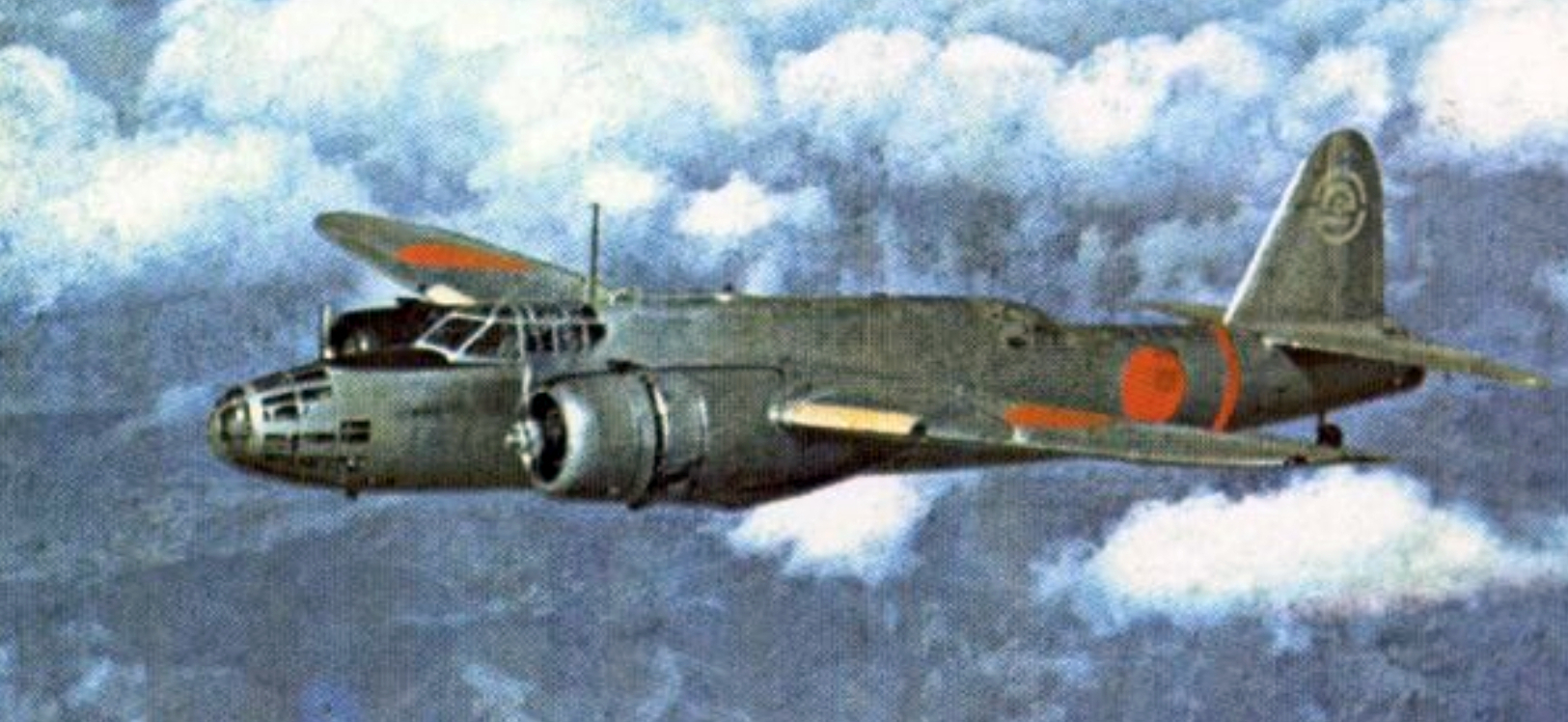
Nakajima Ki-49 (Helen)

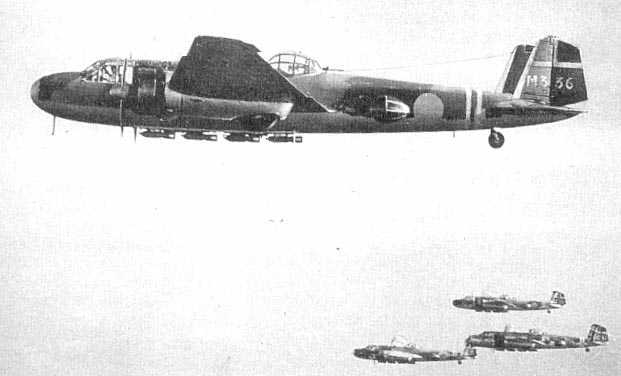
Mitsubishi G3M (Nell)

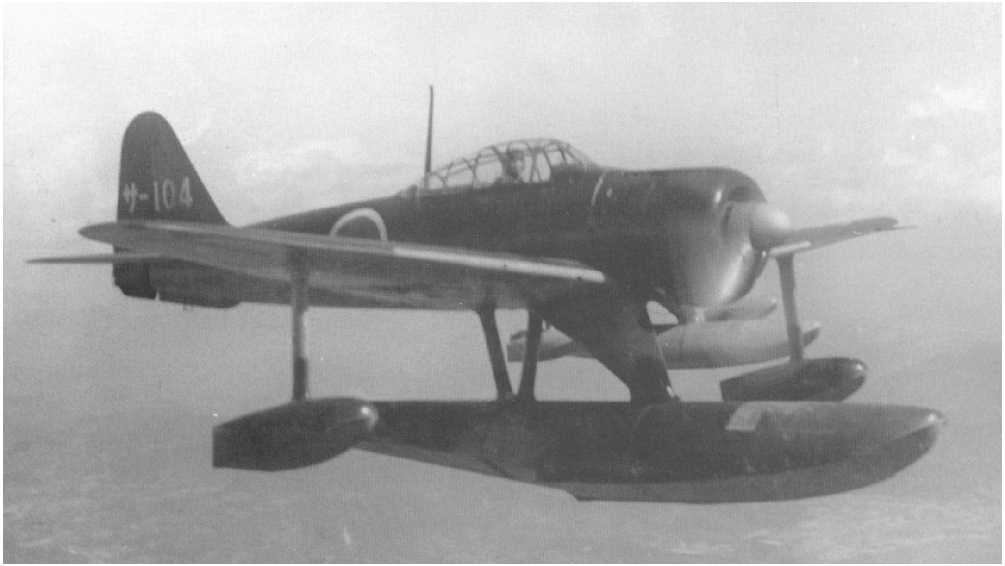
Nakajima A6M2-N (Rufe)

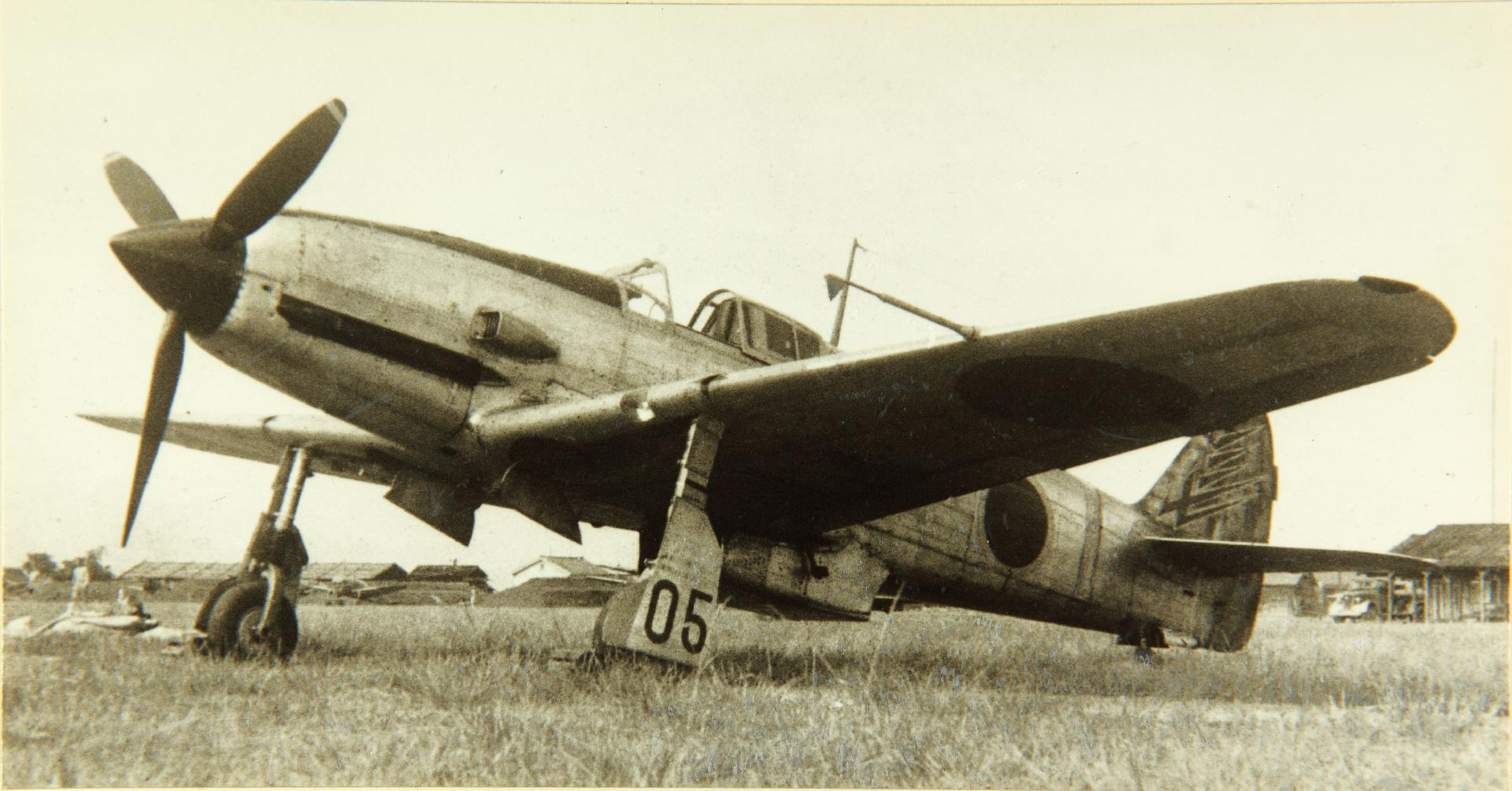
Kawasaki Ki-61 (Tony)

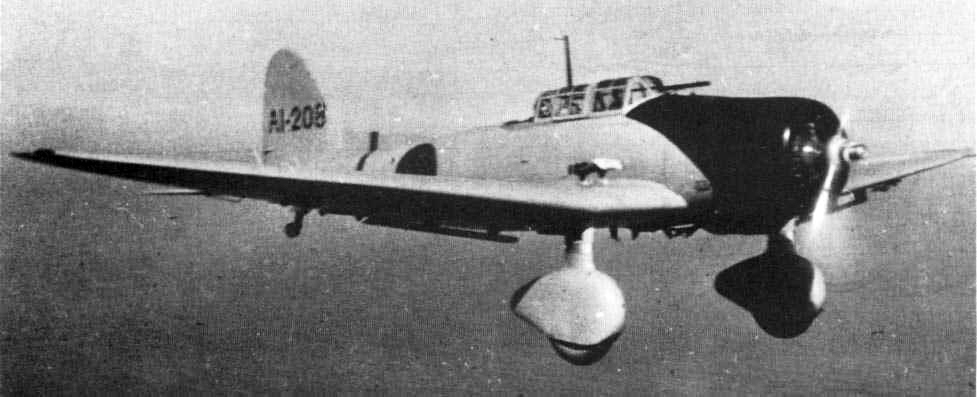
Aichi D3A (Val)

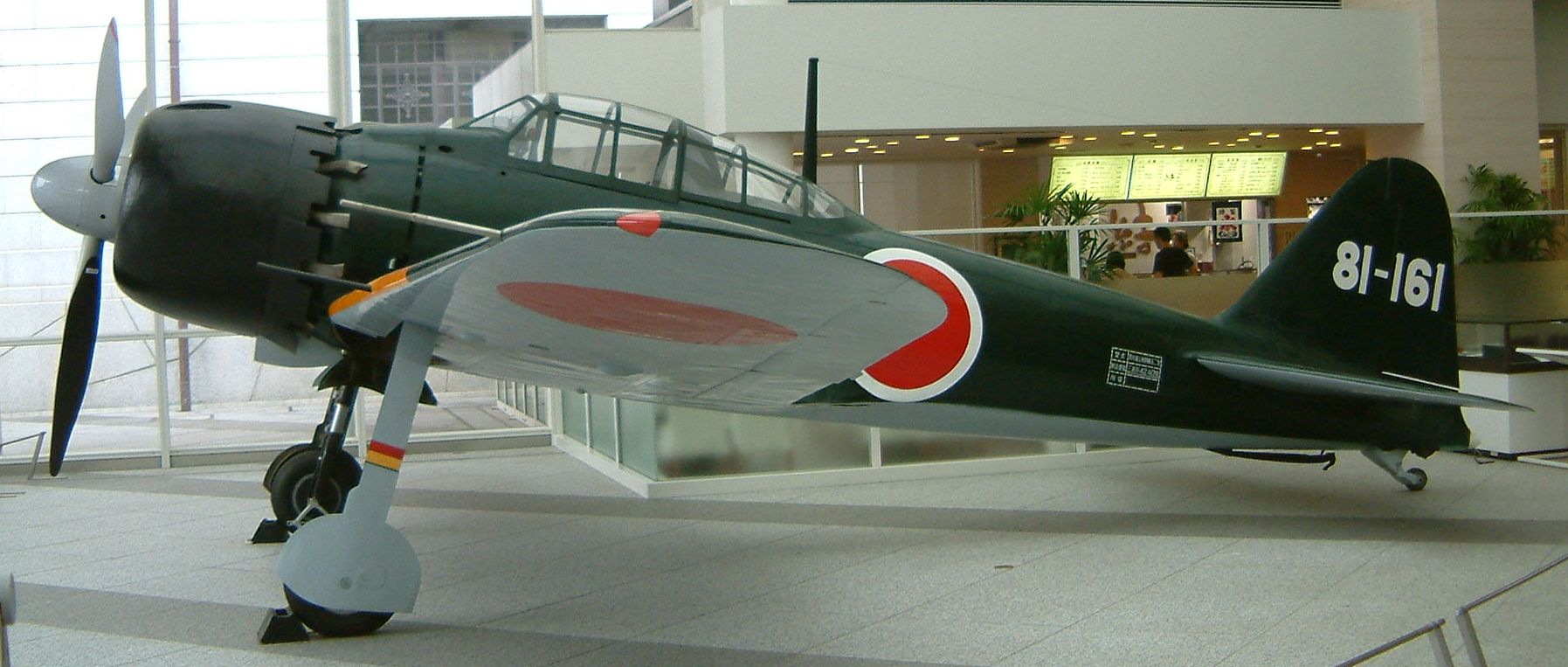
Mitsubishi A6M (Zeke)

| Nome in codice | Velivolo                 | Note |
| -------------- | ------------------------ | --- |
| Alf            | Kawanishi E7K            | |
| Ann            | Mitsubishi Ki-30         | |
| Babs           | Mitsubishi Ki-15         | |
| Baka           | Yokosuka MXY7            | |
| Betty          | Mitsubishi G4M           | |
| Buzzard        | Kokusai Ku-7             | Aliante |
| Cherry         | Yokosuka H5Y             | |
| Claude         | Mitsubishi A5M           | |
| Cypress        | Kyūshū K9W Kokusai Ki-86 | Rispettivamente versione su licenza, adottata dalla Marina imperiale, e versione derivata, adottata dall'Esercito imperiale, del Bücker Bü 131 Jungmann |
| Dave           | Nakajima E8N             | |
| Dinah          | Mitsubishi Ki-46         | |
| Emily          | Kawanishi H8K            | |
| Frances        | Yokosuka P1Y             | |
| Frank          | Nakajima Ki-84           | |
| Gander         | Kokusai Ku-8             | Aliante |
| George         | Kawanishi N1K-J          | |
| Glen           | Yokosuka E14Y            | |
| Grace          | Aichi B7A                | |
| Hamp           | Mitsubishi A6M3          | Vedi testo |
| Helen          | Nakajima Ki-49           | |
| Hickory        | Tachikawa Ki-54          | |
| Ida            | Tachikawa Ki-36          | |
| Irving         | Nakajima J1N             | |
| Jack           | Mitsubishi J2M           | |
| Jake           | Aichi E13A               | |
| Jess           | ??                       | Nome attribuito ad aereo rivelatosi inesistente |
| Jill           | Nakajima B6N             | |
| Joice          | ??                       | |
| Judy           | Yokosuka D4Y             | |
| Kate           | Nakajima B5N             | |
| Laura          | Aichi E11A               | |
| Lily           | Kawasaki Ki-48           | |
| Liz            | Nakajima G5N             | |
| Lorna          | Kyūshū Q1W               | |
| Luke           | Mitsubishi J4M           | |
| Mary           | Kawasaki Ki-32           | |
| Mavis          | Kawanishi H6K            | |
| Myrt           | Nakajima C6N             | |
| Nate           | Nakajima Ki-27           | |
| Nell           | Mitsubishi G3M           | |
| Nick           | Kawasaki Ki-45           | |
| Norm           | Kawanishi E15K           | |
| Oscar          | Nakajima Ki-43           | |
| Patsy          | Tachikawa Ki-74          | |
| Paul           | Aichi E16A               | |
| Peggy          | Mitsubishi Ki-67         | |
| Pete           | Mitsubishi F1M           | |
| Pine           | Mitsubishi K3M           | |
| Randy          | Kawasaki Ki-102          | |
| Rex            | Kawanishi N1K            | Idrocaccia |
| Rita           | Nakajima G8N             | |
| Rob            | Kawasaki Ki-64           | |
| Rufe           | Nakajima A6M2-N          | Versione idrocaccia del A6M Zero |
| Sally          | Mitsubishi Ki-21         | |
| Sam            | Mitsubishi A7M           | |
| Slim           | Watanabe E9W             | |
| Sonia          | Mitsubishi Ki-51         | |
| Stella         | Kokusai Ki-76            | |
| Tabby          | Showa L2D                | Douglas DC-3 costruiti su licenza, attribuito anche ai DC-3 di costruzione statunitense in servizio con le forze giapponesi                             |
| Tess           | Douglas DC-2             | |
| Thalia         | Kawasaki Ki-56           | |
| Thelma         | Lockheed L-14            | Costruito su licenza dalla Tachikawa Hikōki K.K. |
| Theresa        | Kokusai Ki-59            | |
| Thora          | Nakajima Ki-34           | |
| Tillie         | Kawanishi H6K            | |
| Tojo           | Nakajima Ki-44           | |
| Tokai          | ??                       | |
| Tony           | Kawasaki Ki-61           | |
| Topsy          | Mitsubishi Ki-57         | |
| Val            | Aichi D3A                | |
| Willow         | Yokosuka K5Y             | |
| Zeke           | Mitsubishi A6M           | Più comunemente indicato come Zero |